# 357 هـ
357 هـ هي سنة في التقويم الهجري امتدت مقابلةً في التقويم الميلادي بين سنتي 967 و968.

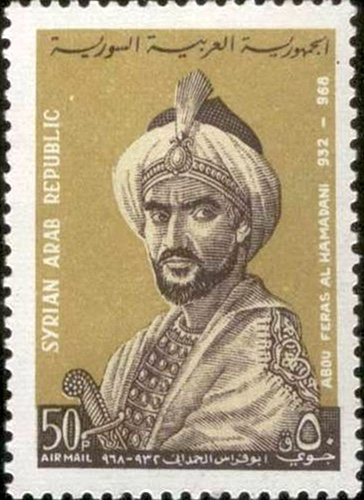
أبو فراس الحمداني

## مواليد
- شاعر السنة

## وفيات
- معز الدولة البويهي
- أبو المسك كافور
- أبو فراس الحمداني
- حمزة الكناني